# MacRobert Award
Der MacRobert Award gilt als einer der höchsten Preise für Ingenieursleistungen der Industrie in Großbritannien. Er wurde 1969 gestiftet durch den McRobert Trust, der benannt ist nach Rachel Workman MacRobert (1884–1954), Witwe des Millionärs und Gründers des Textilunternehmens British India Corporation, Alexander MacRobert. Heute wird er von der Royal Academy of Engineering und der Worshipful Company of Engineers jährlich vergeben. Er ist mit 50.000 Pfund dotiert.

## Preisträger
- 1969 – Freeman Fox & Partners für die Severn-Brücke und Rolls-Royce für den Rolls-Royce Pegasus
- 1970 – British Petroleum für genaue neue Erkundungstechniken von Erdöl im Permafrost Alaskas
- 1971 – Das Gas Council für eine Reihe von Gasverarbeitungsprozessen
- 1972 – EMI Limited für Fortschritte in der Röntgenbildgebung des Gehirns und Diagnose von Hirnerkrankungen
- 1973 – Dunlop für den Denovo Reifen und Räder
- 1974 – Imperial Chemical Industries, Abteilung Landwirtschaft, für die Entwicklung hochaktiver Katalysatoren für die Methanol-Produktion
- 1975 – Westland Helicopters für das halbstarre Rotorsystem und Getriebe (conformal gearing) des Westland-Lynx-Helikopters und British Railways für die Entwicklung der Aufhängung von Eisenbahnwagen
- 1976 – nicht vergeben
- 1977 – Royal Signals and Radar Establishment und Malvern Instruments für den Malvern Correlator (Messung der Geschwindigkeit kleiner Teilchen oder Moleküle)
- 1978 – Pilkington, für die Triplex Ten-Twenty[1] laminierten Fensterscheiben für Autos und Flugzeuge
- 1979 – Post Office Telecommunication für das PRESTEL viewdata-Bildschirmtextsystem
- 1980 – Johnson Matthey für Abgaskatalysatoren
- 1981 – Lucas CAV für den Microjector, ein miniaturisierter Einspritzdüse für Dieselmotoren
- 1982 – Kaldair für das Indair/Mardaer Abfackelsystem für Erdgas auf Offshore-Ölförderplattformen
- 1983 – Ruston Gas Turbines für den Tornado und andere industrielle Gasturbinen
- 1984 – Netlon Limited für Polymergitter (Geotextil) für die Bauindustrie
- 1985 – National Institute of Agricultural Engineering für Futterzubereitungsmaschinen und Rolls-Royce für Röntgenuntersuchung von Gasturbinen
- 1986 – Oxford Instruments für supraleitende Magnete für medizinische Diagnostikgeräte
- 1987 – Renishaw Metrology für genaue Industriemessgeräte
- 1988 – Quantel für das Paintbox TV Graphiksystem und das Harry Videobearbeitungssystem
- 1989 – British Gas plc für intelligente Molche (Inspektion von Rohrsystemen von innen)
- 1990 – Das Science and Engineering Research Council für das James Clerk Maxwell Telescope
- 1991 – Rover Group für den Rover Metro und als weiteren Gewinner Defence Research Agency (DRA) und BAE Systems Avionics für das Nachtsichtsystem Nightbird
- 1992 – British Petroleum für Hydraulic Fracturing
- 1993 – Imperial Chemical Industries (ICI Klea) für das Kältemittel R-134a Dekleva für Kühlschränke (Schonung der Ozonschicht)
- 1994 – Soil Machine Dynamics (SMD) in Newcastle-upon-Tyne für die Entwicklung von Pflügen für die Verlegung von Tiefseekabeln und Rohren
- 1995 – British Gas und Gill Electronic R&D für ein Ultraschall-Gasmessgerät ohne bewegliche Teile
- 1996 – Rolls-Royce für den Rolls-Royce Trent
- 1997 – Whipp & Bourne für einen kompakten gasgefüllten Vakuum-Wiedereinschalter für Stromnetze, der wartungsfrei ist und auch in entlegenen Regionen verwendet werden kann
- 1998 – Norton Healthcare für den Easi-Breath-Inhaler
- 1999 – Buro Happold für den Entwurf des Millennium Dome
- 2000 – Johnson Matthey für Continuous Regenerating Trap (CRT), Kontrolle von Abgaswerten bei Dieselmotoren
- 2001 – Sensaura für Sensaura 3D Positional Audio
- 2002 – Cambridge Display Technology (CDT) für lichtemittierende Polymere
- 2003 – Randox Laboratories für das automatische Diagnosegerät (Protein Biochip Array) Evidence
- 2004 – IBM für WebSphere MQ
- 2005 – Cambridge Silicon Radio für die Bluetooth-Chips (BlueCore)
- 2006 – Optos plc für Panoramic200 (Scanning-Laser Ophthalmoskopie)
- 2007 – Process Systems Enterprise, für die gPROMS Software zur mathematischen Modellierung
- 2008 – Touch Bionics für eine bionische Hand (I-LIMB Hand)
- 2009 – Arup für das Nationale Schwimmzentrum Peking
- 2010 – Inmarsat für ihr Broadband Global Area Network (BGAN)
- 2011 – Microsoft Research Cambridge für die Maschinenlern-Software des Human Motion Capture Systems von Kinect
- 2012 – Jaguar Land Rover für den Range Rover Evoque
- 2013 – RealVNC für VNC Remote Access Software
- 2014 – Cobalt Light Systems für den INSIGHT100 SORS-Ramanspektrometer Flughafen-Sicherheitsscanner für Flüssigkeitsbehälter
- 2015 – Artemis Intelligent Power (von Stephen Salter) für Digital Displacement-Hydraulikpumpen
- 2016 – Blatchford (von Saeed Zahedi) für eine intelligente Beinprothese
- 2017 – Raspberry Pi Mikrocomputer
- 2018 – Owlstone Medical, Field Asymmetric Ion Mobility Spectrometry (FAIMS) für chemische Sensortechnologie auf Chips
- 2019 – Bombardier für den per Resin Transfer Infusion hergestellten Carbonflügel des Airbus A220[2]
- 2020 – JCB für den ersten elektrischen Bagger 19C-1E[3]
- 2021 – DnaNudge für den CovidNudge-Schnelltest[4]
- 2022 – Quanta Dialysis Technologies für die tragbare Dialysemaschine SC+[5]
- 2023 – Ceres Power für Brennstoffzellen
- 2024 – Google DeepMind für das GraphCast-Wettervorhersagemodell[6]